# Liste du patrimoine mondial en Croatie
Cet article recense les sites inscrits au patrimoine mondial en Croatie.

## Statistiques
Les premiers sites protégés de Croatie sont inscrits au patrimoine mondial en 1979 : le pays, sous le nom de République socialiste de Croatie est alors membre de la Yougoslavie. Il déclare sa pleine indépendance le 25 juin 1991. Trois sites yougoslaves sont alors situés sur le territoire du nouveau pays et la Croatie notifie à l'UNESCO sa succession à la Convention pour la protection du patrimoine mondial, culturel et naturel le 6 juillet 1992. La guerre d'indépendance conduit ces trois sites à être placés sur la liste du patrimoine mondial en péril pendant la majeure partie des années 1990.
Début 2021, la Croatie compte 10 sites inscrits au patrimoine mondial : 8 culturels et 2 naturels.
À la même date, le pays a également soumis 15 sites sur sa liste indicative : 12 culturels, 2 naturels et 1 mixte.

## Listes

### Patrimoine mondial
Les sites suivants sont inscrits au patrimoine mondial.
| Site | District                          | Type                         | Date | Superficie (ha) | Zone tampon (ha) | Lien | Notes | Coordonnées                                                                                           | Illus. |
| --- | --------------------------------- | ---------------------------- | ---- | --------------- | ---------------- | ---- | --- | --- | ------ |
| Vieille ville de Dubrovnik                                                                              | Dubrovnik-Neretva                 | Culturel, (i), (iii), (iv)   | 1979 | 97              | 1 188,6          | 95   | En péril de 1991 à 1998. Extension en 1994 à une partie supplémentaire des fortifications et à l'île de Lokrum. | 42° 39′ 04″ nord, 18° 05′ 28″ est                                                                     |        |
| Noyau historique de Split avec le palais de Dioclétien                                                  | Split-Dalmatie                    | Culturel, (ii), (iii), (iv)  | 1979 | 20,8            |                  | 97   | | 43° 30′ 32″ nord, 16° 26′ 35″ est                                                                     |        |
| Parc national Plitvice                                                                                  | Karlovac et Lika-Senj             | Naturel, (vii), (viii), (ix) | 1979 | 29 630,77       |                  | 98   | En péril de 1992 à 1997. Extension en 2000. | 44° 52′ 41″ nord, 15° 36′ 50″ est                                                                     |        |
| Ensemble épiscopal de la basilique euphrasienne dans le centre historique de Poreč                      | Istrie                            | Culturel, (ii), (iii), (iv)  | 1997 | 1,1             |                  | 809  | | 45° 13′ 44″ nord, 13° 35′ 38″ est                                                                     |        |
| Ville historique de Trogir                                                                              | Split-Dalmatie                    | Culturel, (iii), (iv)        | 1997 | 6,4             | 4,8              | 810  | | 43° 31′ 01″ nord, 16° 15′ 04″ est                                                                     |        |
| Cathédrale Saint-Jacques de Šibenik                                                                     | Šibenik-Knin                      | Culturel, (i), (ii), (iv)    | 2000 | 0,1             | 15               | 963  | | 43° 44′ 10″ nord, 15° 53′ 24″ est                                                                     |        |
| Plaine de Stari Grad                                                                                    | Split-Dalmatie                    | Culturel, (ii), (iii), (v)   | 2008 | 1 376,53        | 6 403,13         | 1240 | | 43° 10′ 55″ nord, 16° 38′ 20″ est                                                                     |        |
| Cimetières de tombes médiévales stećci                                                                  | Dubrovnik-Neretva, Split-Dalmatie | Culturel (iii), (vi)         | 2016 | 2,23            | 17,65            | 1504 | Site transfrontalier avec la Bosnie-Herzégovine, le Monténégro et la Serbie. 2 sites en Croatie : Velika et Mala Crljivica (hr), et Dubravka | 43° 30′ 55″ nord, 16° 55′ 38″ est 42° 32′ 30″ nord, 18° 25′ 21″ est                                   |        |
| Forêts primaires de hêtres des Carpates et d'autres régions d'Europe                                    |                                   | Naturel (ix)                 | 2017 | 3 320,89        | 10 679,36        | 1133 | Site transfrontalier avec l'Albanie, l'Allemagne, l'Autriche, la Belgique, la Bosnie-Herzégovine, la Bulgarie, l'Espagne, la France, l'Italie, la Macédoine du Nord, la Pologne, Roumanie, la Slovaquie, la Slovénie, la Suisse, la Tchéquie et l'Ukraine. 3 sites en Croatie : réserve naturelle de Hajdučki i Rožanski kukovi (hr) et parc national de Paklenica (Suva draga-Klimenta et Oglavinovac-Javornik). | 44° 45′ 58″ nord, 14° 59′ 34″ est 44° 20′ 26″ nord, 15° 30′ 01″ est 44° 23′ 04″ nord, 15° 26′ 59″ est |        |
| Ouvrages de défense vénitiens du XVIe siècle au XVIIe siècle : Stato da Terra - Stato da Mar occidental | Šibenik-Knin, Zadar               | Culturel (iii), (iv)         | 2017 | 12,04           | 764,24           | 1533 | Site transfontalier avec l'Italie et le Monténégro. 2 sites en Croatie : le système défensif de Zadar et la forteresse Saint-Nicolas à Šibenik. | 44° 06′ 54″ nord, 15° 13′ 30″ est 43° 43′ 19″ nord, 15° 51′ 14″ est                                   |        |

### Liste indicative

#### Sites actuels
Les sites suivants sont inscrits sur la liste indicative du pays au début 2021.
| Site | District              | Type                                  | Date | Lien | Notes | Coordonnées                                                                                           | Illus. |
| --- | --------------------- | ------------------------------------- | ---- | ---- | --- | --- | ------ |
| Zadar - Complexe épiscopal | Zadar                 | Culturel (i), (ii), (iii), (iv), (vi) | 2005 | 157  | Comprend la cathédrale Sainte-Anastasie, le palais archiépiscopal, l'église Saint-Donat, l'église Saint-Élie (pl), église Sainte-Marie et le musée archéologique (hr).                                                                                               | 44° 07′ 01″ nord, 15° 13′ 59″ est                                                                     |        |
| Ensemble historique de Ston avec Mali Ston, les murs connecteurs, la réserve naturelle de la baie de Mali Ston (hr), Stonsko Polje et les marais salants | Dubrovnik-Neretva     | Culturel (i), (iii), (iv), (v)        | 2005 | 160  | | 42° 50′ 31″ nord, 17° 41′ 31″ est                                                                     |        |
| Ensemble historique de Tvrđa (hr) à Osijek | Osijek-Baranja        | Culturel (i), (iv), (vi)              | 2005 | 161  | | 45° 34′ 59″ nord, 18° 40′ 01″ est                                                                     |        |
| Varaždin - Noyau historique et vieille ville (le château)                                                                                                | Varaždin              | Culturel (i), (iii), (iv), (vi)       | 2005 | 162  | | 46° 18′ 29″ nord, 16° 20′ 35″ est                                                                     |        |
| Burg - Château de Veliki Tabor | Krapina-Zagorje       | Culturel (iv)                         | 2005 | 1167 | | 46° 09′ nord, 15° 39′ est                                                                             |        |
| Parc naturel de Lonjsko Polje | Sisak-Moslavina       | Mixte                                 | 2005 | 2012 | | 45° 30′ nord, 17° 00′ est                                                                             |        |
| Mont Velebit |                       | Naturel (vii), (viii), (ix), (x)      | 2005 | 2013 | | 44° 46′ 23″ nord, 14° 57′ 29″ est                                                                     |        |
| Palais de Dioclétien et noyau historique de Split (extension)                                                                                            | Split-Dalmatie        | Culturel (i), (ii), (iii), (iv), (v)  | 2005 | 2015 | Proposition d'extension du site déjà existant, comprenant l'aqueduc de Dioclétien, Splitska (hr) et Škrip (hr) | 43° 31′ 26″ nord, 16° 29′ 24″ est 43° 22′ 30″ nord, 16° 36′ 18″ est 43° 21′ 22″ nord, 16° 36′ 25″ est |        |
| Lubenice | Primorje-Gorski Kotar | Culturel (v)                          | 2005 | 2017 | | 44° 53′ 17″ nord, 14° 15′ 14″ est                                                                     |        |
| Vignobles de Primošten | Šibenik-Knin          | Culturel (v), (vi)                    | 2007 | 5102 | | 43° 33′ 11″ nord, 15° 45′ 11″ est                                                                     |        |
| Ermitage de Blaca | Split-Dalmatie        | Culturel (ii), (v)                    | 2007 | 5103 | | 43° 17′ 06″ nord, 16° 32′ 10″ est                                                                     |        |
| Ville de Motovun | Istrie                | Culturel (ii), (iv)                   | 2007 | 5104 | | 45° 19′ 59″ nord, 13° 49′ 59″ est                                                                     |        |
| Ville historique de Korčula | Dubrovnik-Neretva     | Culturel (ii), (iii), (iv), (v)       | 2007 | 5105 | | 42° 57′ 43″ nord, 17° 08′ 10″ est                                                                     |        |
| Parc national des Kornati et parc naturel de Telašćica                                                                                                   | Šibenik-Knin, Zadar   | Naturel (vii), (viii), (x)            | 2007 | 5106 | | 43° 48′ nord, 15° 20′ est 43° 54′ nord, 15° 10′ est                                                   |        |
| Frontières de l'Empire romain - les limes du Danube (en)                                                                                                 |                       | Culturel (ii), (iii), (iv)            | 6476 | 2020 | Site transfrontalier, proposé conjointement avec la Bulgarie, la Roumanie et la Serbie. Le site croate comprend 23 éléments fortifiés distincts. Précédemment inscrit sur la liste indicative en 2005, sous le nom « Frontières de l'empire romain, limes croates ». | |        |

#### Anciennes propositions
Les sites suivants ont été soumis à la liste indicative du pays avant d'en être retiré par la suite, sans avoir conduit à une inscription au patrimoine mondial.
| Site                                         | Notes                       | Coordonnées                       | Illus. |
| -------------------------------------------- | --------------------------- | --------------------------------- | ------ |
| Parc national et site commémoratif de Brioni | Proposition soumise en 1986 | 44° 55′ nord, 13° 46′ est         |        |
| Arènes de Pula                               | Proposition soumise en 1997 | 44° 52′ 24″ nord, 13° 51′ 01″ est |        |
| Kopački Rit                                  | Proposition soumise en 2000 | 45° 37′ 52″ nord, 18° 53′ 31″ est |        |